# Holoby
Holoby (ukrainisch Голоби; russisch Голобы Goloby, polnisch Hołoby) ist eine Siedlung städtischen Typs in der Ukraine mit etwa 3700 Einwohnern. Sie liegt in der Oblast Wolyn im Rajon Kowel, das Rajonszentrum Kowel ist etwa 26 Kilometer nordwestlich gelegen, die Oblasthauptstadt Luzk etwa 43 Kilometer südöstlich.

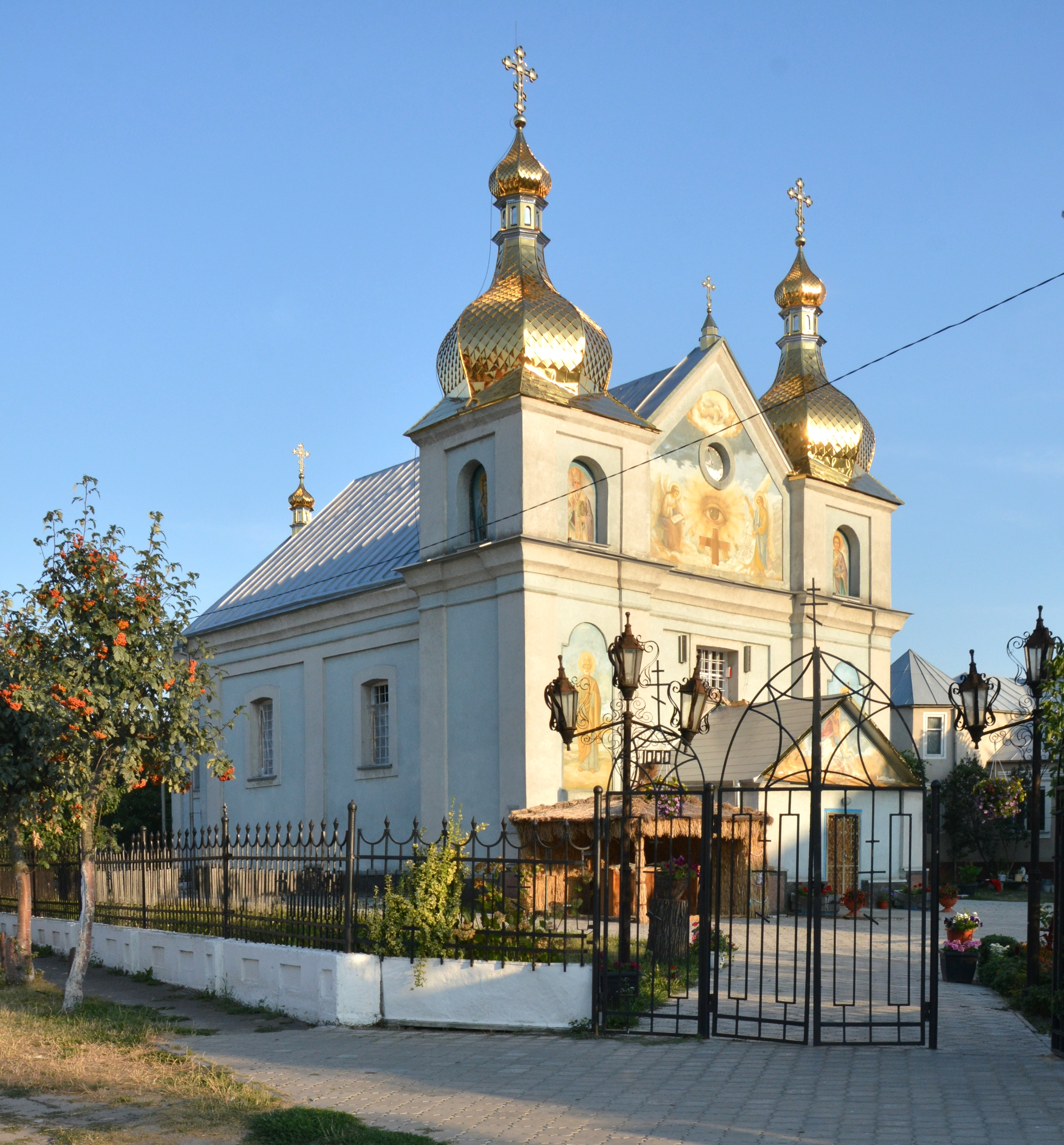
Kirche im Ort

## Geschichte
Der Ort wurde im 16. Jahrhundert zum ersten Mal schriftlich und lag als Hołoby bis 1795 als Teil der Adelsrepublik Polen-Litauen in der Woiwodschaft Wolhynien. Danach kam es zum neugegründeten Gouvernement Wolhynien als Teil des Russischen Reiches.
Nach dem Ende des Ersten Weltkriegs wurde der Ort ein Teil der Zweiten Polnischen Republik (Woiwodschaft Wolhynien, Powiat Kowel, Gmina Hołoby). Infolge des Hitler-Stalin-Pakts besetzte die Sowjetunion das Gebiet. Nach dem deutschen Überfall auf die Sowjetunion 1941 war der Ort bis 1944 unter deutscher Herrschaft, kam dann nach dem Zweiten Weltkrieg wieder zur Sowjetunion und wurde in die Ukrainische SSR eingegliedert. Seit 1957 hat der Ort den Status einer Siedlung städtischen Typs, 1991 kam die Siedlung zur neu entstandenen Ukraine.
Der südwestlich des Ortskerns gelegene Bahnhof wurde 1873 während des Baus der Eisenbahn von Kowel nach Sdolbuniw (heute Bahnstrecke Kowel–Kosjatyn) errichtet und verstärkte die Entwicklung des Dorfes erheblich.

### Holocaust
Ende August 1942 wurde in Melnyzia ein Ghetto eingerichtet, und die Juden von Holob wurden aufgefordert, sich auf dem Platz neben der Synagoge zu versammeln. Wahrscheinlich am 3. September 1942 wurden zwischen 1.200 und 1.500 Juden in eine Sandgrube in der Nähe von Melnytsia gebracht und ermordet. Diese schrecklichen Ereignisse betrafen die Juden von Melnytsia, Holob und etwa 30 Juden aus Ratne, die in der Nähe beim Bau der Straße Lutsk-Kovel arbeiteten.
Die Flüchtlinge aus dem Ghetto von Holob, die dem ersten Angriff entkommen konnten, kehrten nach und nach in die Stadt zurück. Wahrscheinlich am 24. November 1942 wurden sie alle – etwa 250 Personen – an diesem Ort erschossen.
Es sind 94 Juden bekannt, die die deutsche Besatzung im Bezirk Holob überlebt haben.

## Verwaltungsgliederung
Am 14. August 2015 wurde die Siedlung zum Zentrum der neugegründeten Siedlungsgemeinde Holoby (Голобська селищна громада Holobska selyschtschna hromada). Zu dieser zählen auch noch die 18 in der untenstehenden Tabelle aufgelistetenen Dörfer, bis dahin bildete die Siedlung zusammen mit den Dörfern Bruchowytschi, Kalynownyk, Nuschel, Pohinky und Wiwtschyzk die gleichnamige Siedlungsratsgemeinde Holoby (Голобська селищна громада/Holobska selyschtschna hromada) im Südosten des Rajons Kowel.
Am 20. Juli 2017 kamen noch die Dörfer Bajkiwzi, Byten, Marjaniwka und Radoschyn zum Gemeindegebiet hinzu.
Folgende Orte sind neben dem Hauptort Holoby Teil der Gemeinde:
| Name                     | Name           | Name                         | Name              | Name |
| ukrainisch transkribiert | ukrainisch     | russisch                     | polnisch          |      |
| ------------------------ | -------------- | ---------------------------- | ----------------- | ---- |
| Bajkiwzi                 | Байківці       | Байковцы (Baikowzy)          | Wólka Radoszyńska |      |
| Borschtschiwka           | Борщівка       | Борщовка (Borschtschowka)    | Wólka Porska      |      |
| Bruchowytschi            | Бруховичі      | Бруховичи (Bruchowitschi)    | Brzuchowicze      |      |
| Byten                    | Битень         | Битень (Biten)               | Byteń             |      |
| Dariwka                  | Дарівка        | Даровка (Darowka)            | Bożydarówka       |      |
| Dibrowa                  | Діброва        | Диброва (Dibrowa)            | Dąbrowa           |      |
| Kalynownyk               | Калиновник     | Калиновник (Kalinownik)      | Kalinownik        |      |
| Majdan                   | Майдан         | Майдан (Maidan)              | Majdan            |      |
| Malyj Porsk              | Малий Порськ   | Малый Порск (Maly Porsk)     | Porsk Mały        |      |
| Marjaniwka               | Мар'янівка     | Марьяновка (Marjanowka)      | Marianówka        |      |
| Nowyj Mossyr             | Новий Мосир    | Новый Мосыр (Nowy Mossyr)    | Nowy Musor        |      |
| Nuschel                  | Нужель         | Нужель                       | Nużel             |      |
| Partysanske              | Партизанське   | Партизанское (Partisanskoje) | Uhły              |      |
| Pohinky                  | Погіньки       | Погиньки (Poginki)           | Poginki           |      |
| Popowytschi              | Поповичі       | Поповичи (Popowitschi)       | Popowicze         |      |
| Radoschyn                | Радошин        | Радошин (Radoschin)          | Radoszyn          |      |
| Schmudtsche              | Жмудче         | Жмудче                       | Żmudcza           |      |
| Solotwyn                 | Солотвин       | Солотвин (Solotwin)          | Sołotwin          |      |
| Staryj Mossyr            | Старий Мосир   | Старый Мосыр (Stary Mossyr)  | Stary Musor       |      |
| Swydnyky                 | Свидники       | Свидники (Swidniki)          | Świdniki          |      |
| Welykyj Porsk            | Великий Порськ | Великий Порск (Welyki Porsk) | Wielki Porsk      |      |
| Wiwtschyzk               | Вівчицьк       | Вивчицк (Wiwtschizk)         | Wołczeck          |      |